# Sangha
För andra betydelser av ordet, se sangha (olika betydelser)
Saṅgha (sanskrit och pali) är en term inom buddhismen som brukar översättas som "gemenskap". Termen refererar oftast till den buddhistiska gemenskapen av munkar och nunnor, men har bland västerländska buddhister fått en bredare betydelse. Västerländska buddhister använder ofta termen för att referera till någon form av buddhistisk gemenskap, bestående av munkar/nunnor, lekmän, eller båda tillsammans.